# 찰스 서
찰스 동철 서(Charles Dongchul Surh)는 한국계 미국인 과학자이다. 찰스 D. 서(Charles D. Surh)나 찰스 서로 활동했다. 한국명이자 원명은 서동철이다. 고국 포항공과대학교에 와서 연구하다가 암으로 사망했다. 그의 사후 연구단이 해체되어 논란이 되었다.

## 수상
- 1998년 호암상 의학 부문 수상